# Vaccinium palawanense
Vaccinium palawanense är en ljungväxtart som beskrevs av Elmer Drew Merrill. Vaccinium palawanense ingår i Blåbärssläktet, och familjen ljungväxter. Utöver nominatformen finns också underarten V. p. foxworthyi.